# Cimetière militaire du Commonwealth de Saint-Charles-de-Percy
Le cimetière militaire du Commonwealth de Saint-Charles-de-Percy est un cimetière militaire de la Seconde Guerre mondiale, situé à Saint-Charles-de-Percy, dans le Calvados. Il contient 809 tombes, principalement de soldats britanniques.

## Localisation
Le cimetière est situé sur la commune de Saint-Charles-de-Percy, à environ 44 km au sud-ouest de Caen. Il est localisé non loin de la D577 menant à Vire, à droit de la D56 en direction de Saint-Charles-de-Percy, après le hameau de La Ferronière. La route passant devant a été nommée « route du cimetière britannique » .

## Histoire
Après la libération de Caen fin juillet 1944, les troupes anglaises progressent vers Vire dans une offensive menée depuis Caumont-l'Éventé, faisant face à la 7e armée allemande et du Panzergruppe West. C'est l'Opération Bluecoat.

## Tombes
Le cimetière militaire du Commonwealth de Saint-Charles-de-Percy héberge 809 tombes, dont 2 Australiens de la Royal Australian Air Force et 5 Canadiens de la Royal Canadian Air Force.
On y trouve notamment 66 hommes des Irish Guards, 46 du King's Shropshire Light Infantry, 46 des King's Shropshire Light Infantry, 44 des Welsh Guards, 43 des Coldstream Guards, 43 de la Royal Artillery, 42 du Grenadier Guards, 42 Grenadier Guards, 26 Royal Engineers, 25 du Reconnaissance Corps, R.A.C., entre autres parmi les régiments les plus représentés.

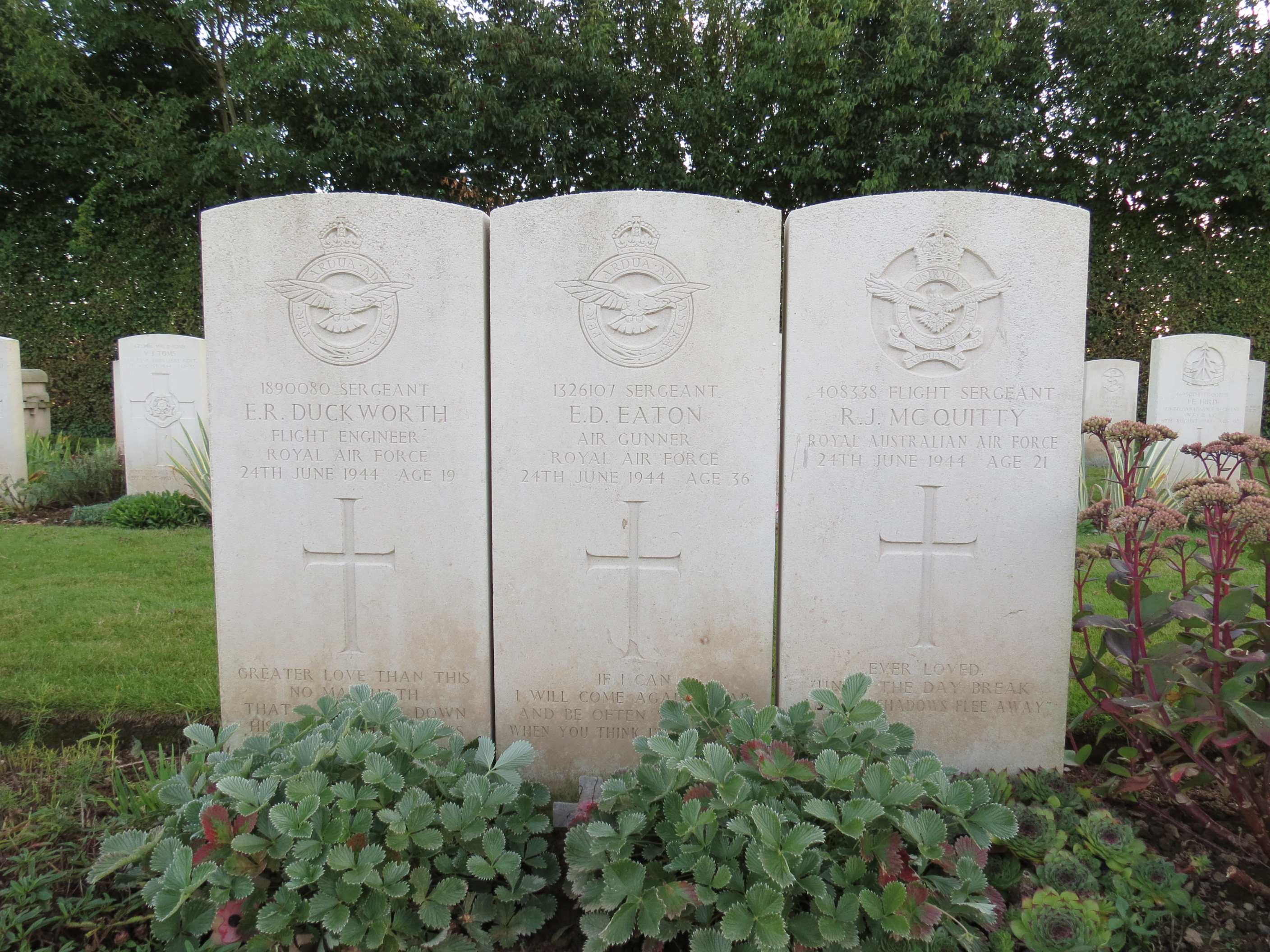
Tombe collective de 3 pilotes britanniques et australien.
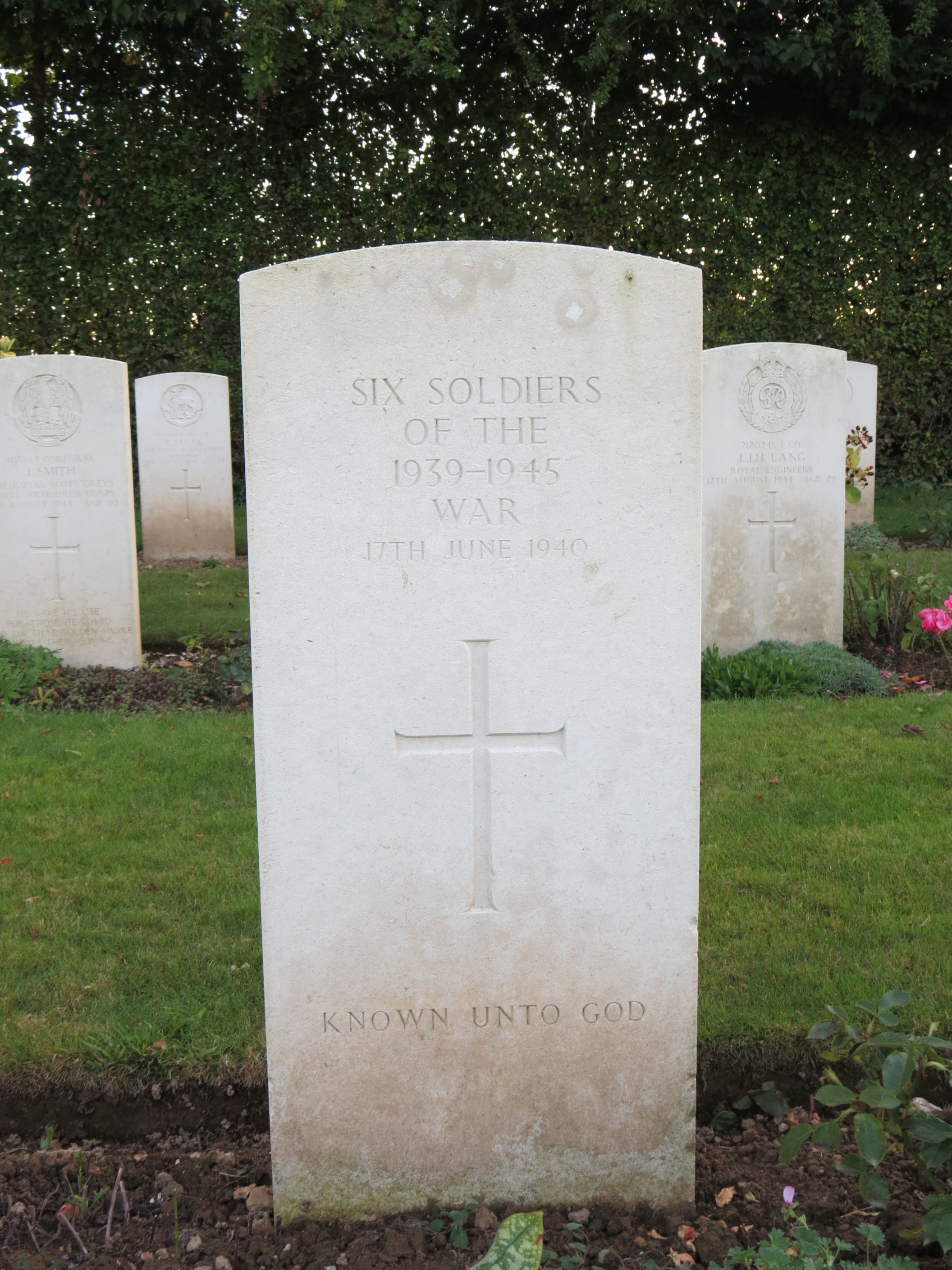
Tombe de 6 soldats inconnus, tués le 17 juin 1940.
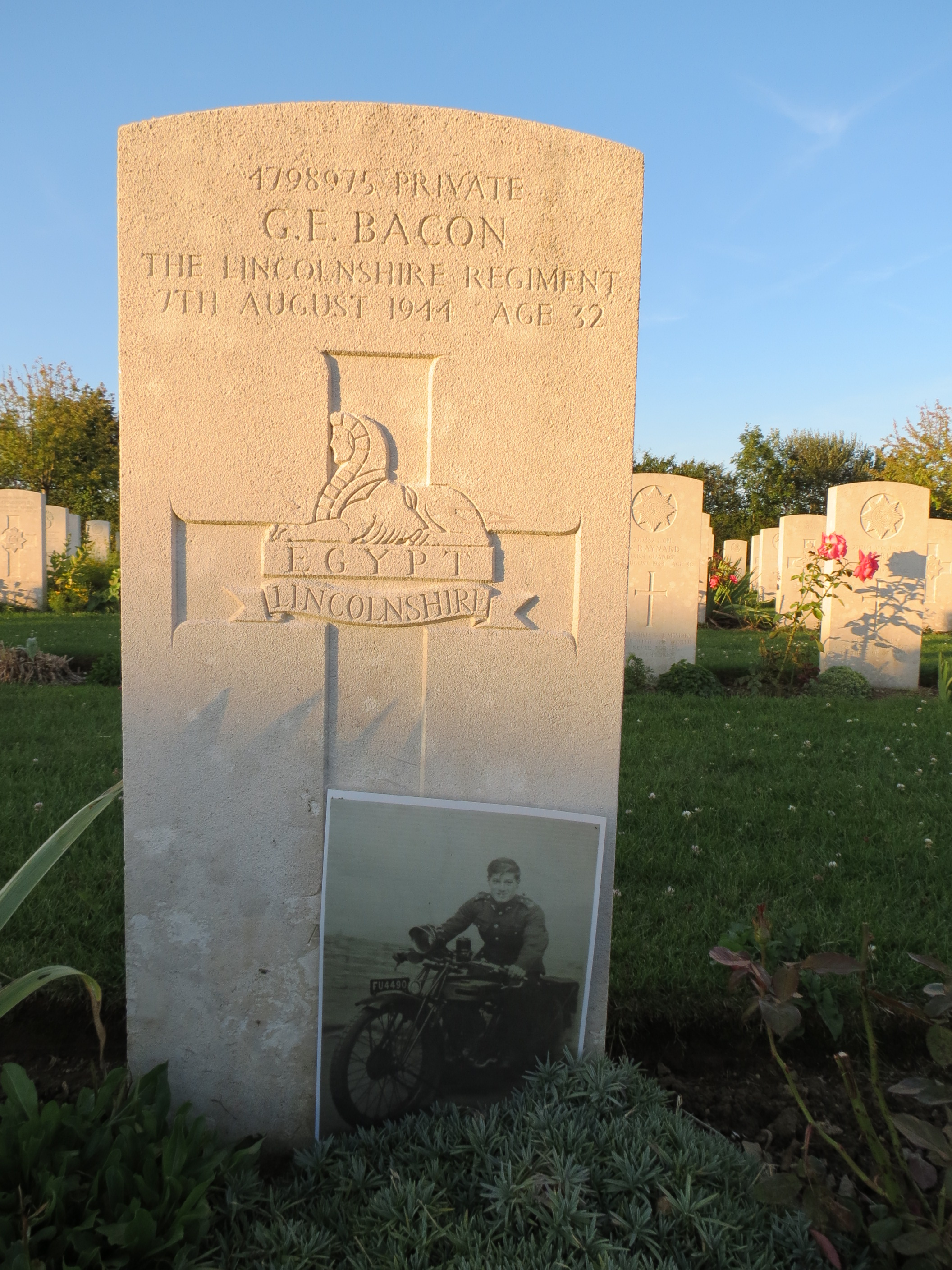
Tombe d'un soldat britannique.
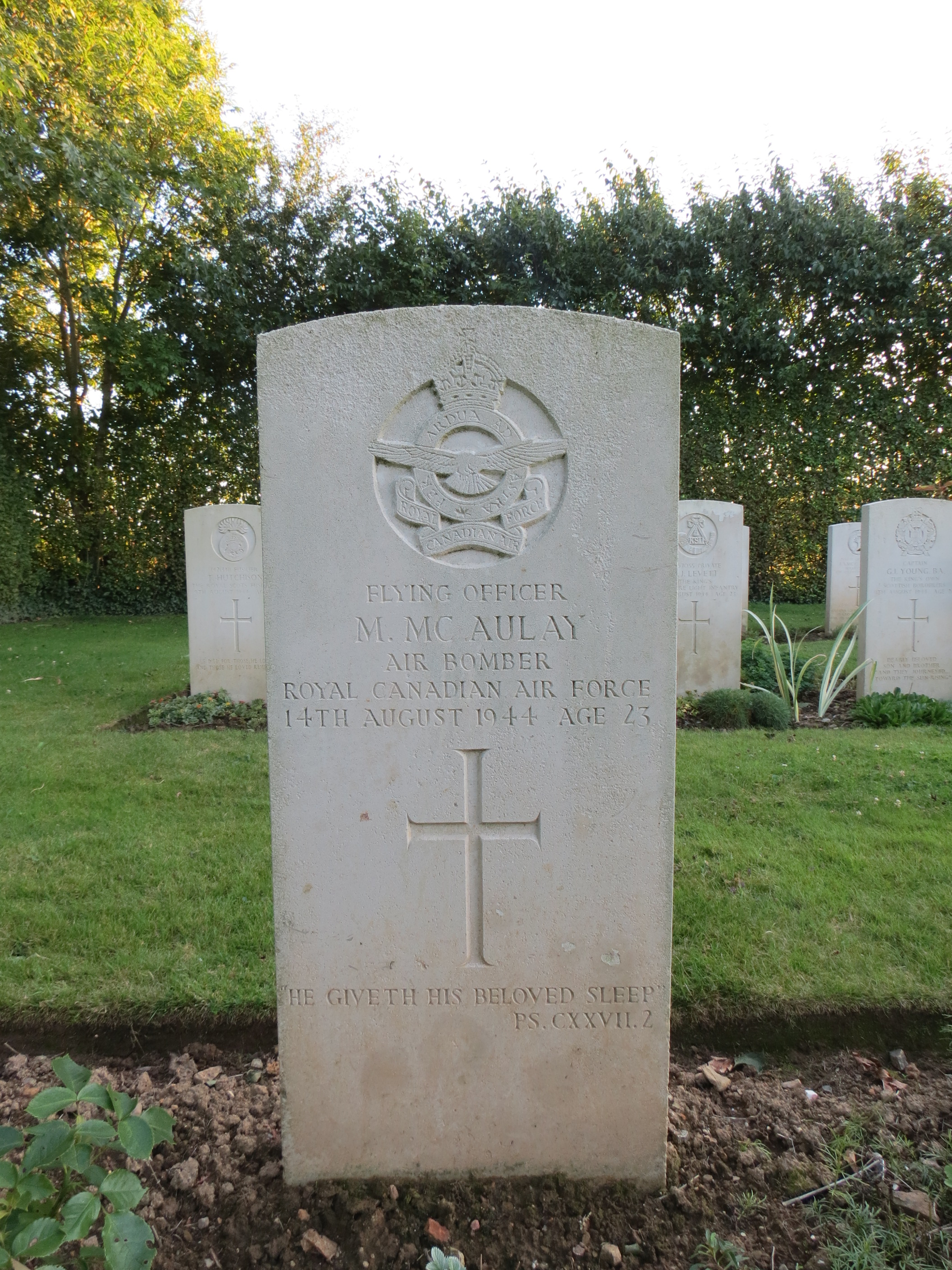
Tombe d'un pilote canadien.
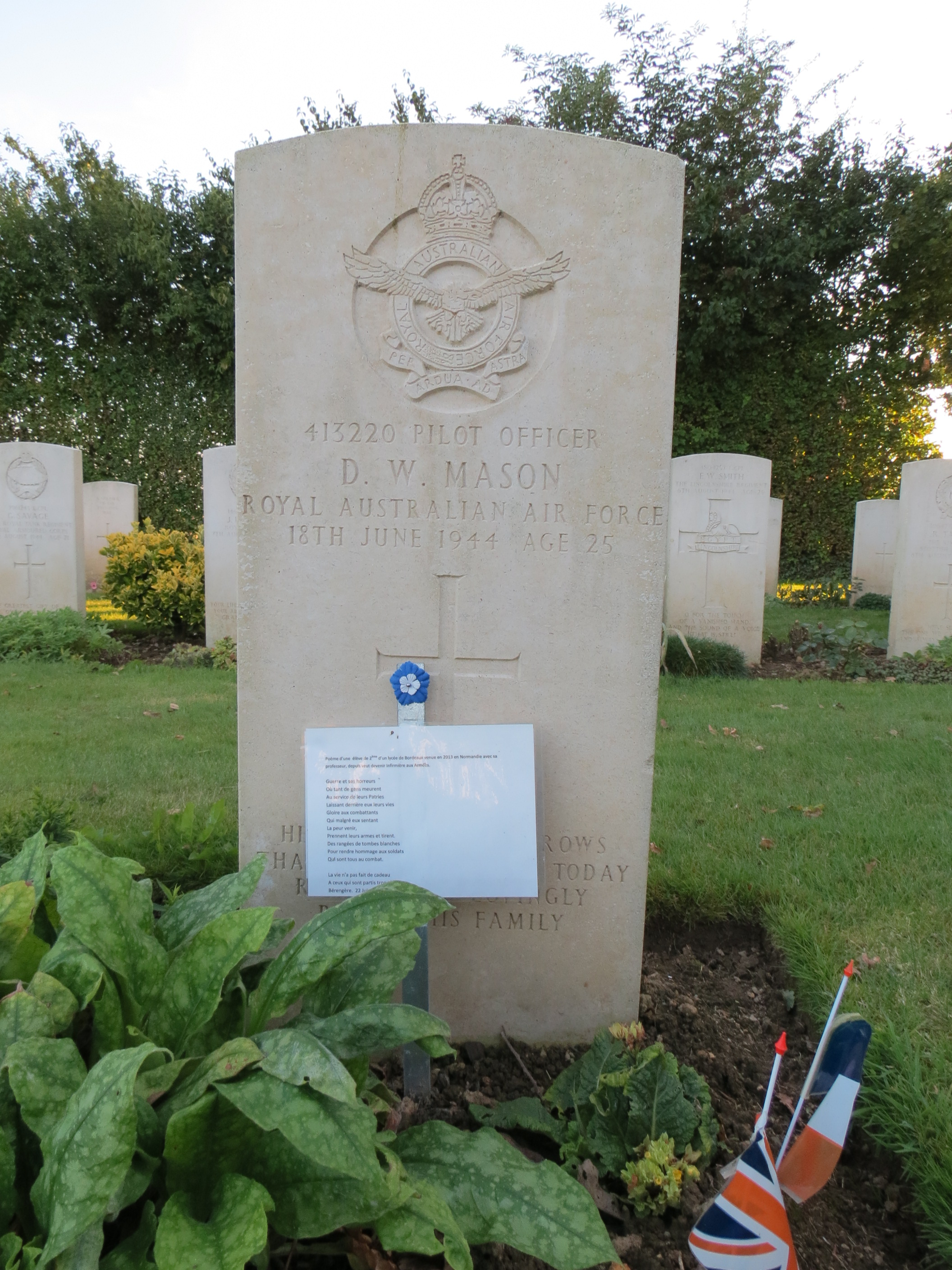
Tombe d'un pilote australien.